# Polyandrocarpa tarona
Polyandrocarpa tarona är en sjöpungsart som beskrevs av Monniot 1987. Polyandrocarpa tarona ingår i släktet Polyandrocarpa och familjen Styelidae. Inga underarter finns listade i Catalogue of Life.